# Бонифаций I (Тоскана)
Вижте пояснителната страница за други личности с името Бонифаций.
Бонифаций I (на латински: Bonifacius; † пр. 5 октомври 823) е граф и херцог на Лука от 812 г., маркграф на Тоскана 812 – 813 г. и основател на династията Дом Бонифаций.

## Произход и управление
Той е германски благородник, който идва с Карл Велики от Бавария в Италия. След смъртта на неговия син крал Пипин през 810 г. император Карл Велики назначава Бонифаций за управител на Италия. Той получава през 812 г. Лука с титлите граф и херцог. Получава и градовете Пиза, Волтера, Пистоя и Луни.

## Деца
Той е баща на:
- Берехарий, бие се 828 г. против сарацините
- Бонифаций II, † сл. 838, през 823/835 граф и херцог на Лука, маркграф на Тоскана, 828/30 тутор на Корсика, 835 изгонен от император Лотар I, 838 кралски пощальон (missus regius) в Септимания; ∞ NN
- Рихилда, † сл. 5 октомври 823, игуменка на SS Benedetto e Scholastica в Лука